# Прапори Японії

## Монарші

Імператор
Імператриця
Регент
Крон-принц
Крон-принцеса
Принци і принцеси

## Військові

Імперська армія
Імперський флот
Сухопутні СС
Морські СС
Повітряні СС
Берегова охорона

Адмірал
Віце-адмірал
Контр-адмірал
Комдор
Старший капітан
Командир

Адмірал CC
Контр-адмірал CC
Комдор CC
Старший капітан CC
Командир CC

## Урядові

Прем'єр-міністр
Міністр оборони
Заступник міністра
Митниця

## Префектурні

Хоккайдо
Аоморі
Івате
Міяґі
Акіта
Ямаґата
Фукусіма
Ібаракі
Тіба
Тотіґі
Ґумма
Сайтама
Токіо
Канаґава
Ніїґата
Тояма
Ісікава
Фукуй
Яманасі
Наґано
Ґіфу
Сідзуока
Айті
Міє
Сіґа
Кіото
Нара
Вакаяма
Осака
Хьоґо
Окаяма
Ямаґуті
Тотторі
Сімане
Хіросіма
Токусіма
Каґава
Ехіме
Коті
Фукуока
Саґа
Наґасакі
Кумамото
Ойта
Міядзакі
Каґосіма
Окінава

### Прапори міст та містечок
Міста
Містечка

## Історичні

Відділ освоєння півночі
Генерал-губернаторство
Карафуто
Окупована Окінава
Окупована Японія

## Інші

Безпека
Безпека і гігєна
Праця і гігієна
Пошта